# Tersilochus sericeus
Tersilochus sericeus là một loài tò vò trong họ Ichneumonidae.